# Greatest Hits Vol. II
Greatest Hits Vol. II è il secondo album dei Cockney Rejects, pubblicato nel 1980 dalla EMI. Nonostante il titolo non è una raccolta di brani già pubblicati ma è un album di inediti.

## Tracce
1. War on the Terraces – 2:39
2. In the Underworld – 2:46
3. Oi! Oi! Oi! – 3:26
4. Hate of the City – 3:05
5. With the Boys – 2:20
6. Urban Guerilla – 2:13
7. The Rocker – 2:32
8. The Greatest Cockney Rip Off – 2:11
9. Sitting in a Cell – 2:49
10. On the Waterfront – 3:55
11. We Can Do Anything – 2:34
12. It's Alright – 2:22
13. Subculture – 1:25
14. Blockbuster – 4:50
15. 15 Nights – 2:23
16. We Are the Firm – 3:43